# Véhicule blindé pontonnier

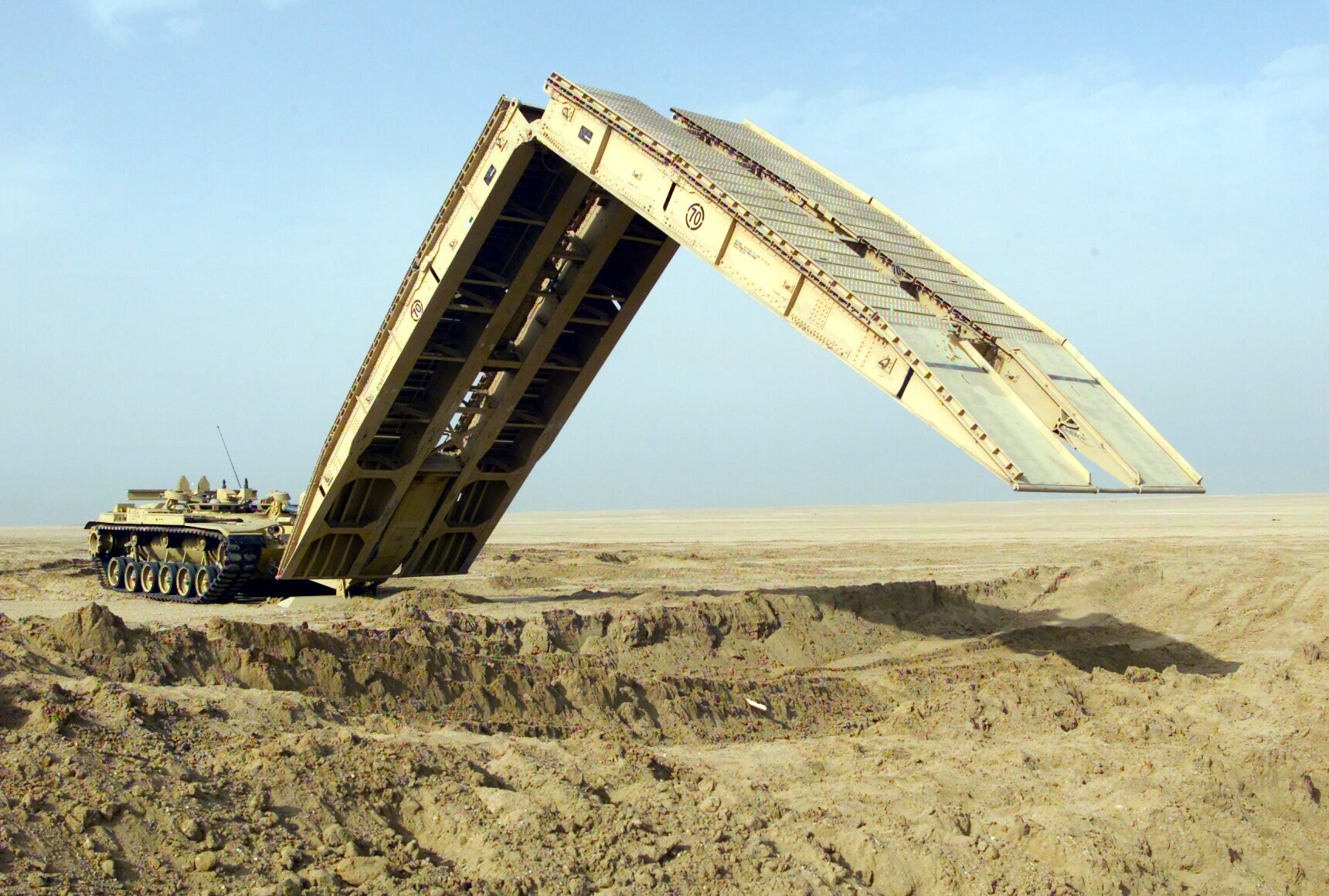
M60 AVLB

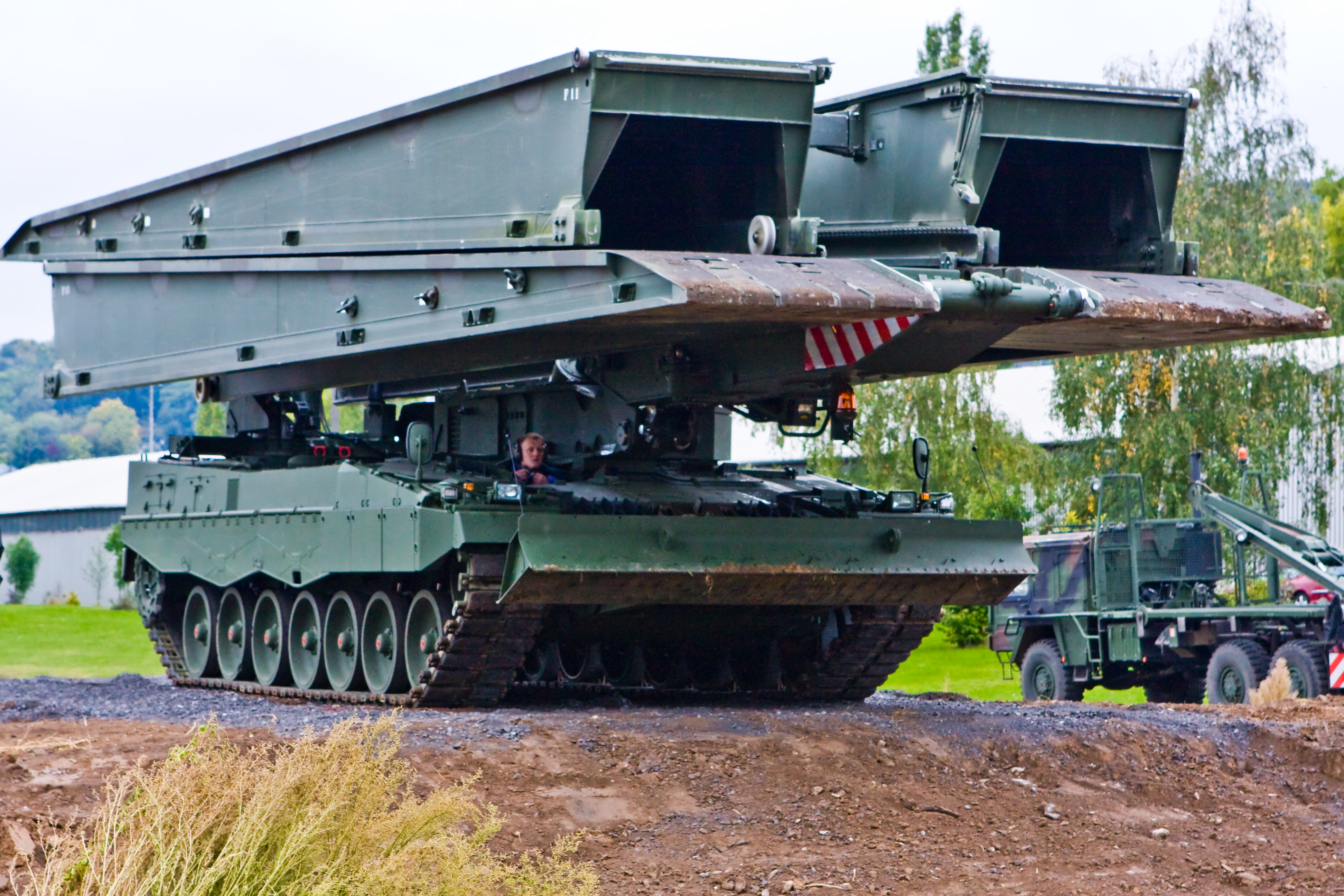
Char pontonnier Iguane

Un véhicule blindé pontonnier est un véhicule de soutien au combat, parfois considéré comme un sous-type de engin blindé du génie, conçu pour aider les militaires à déployer rapidement des tanks et d'autres véhicules de combat blindés à travers des obstacles de type trou, tels que (et principalement) des rivières.

## Historique
L'Armée rouge  construit des prototypes de char poseur de ponts basé sur le T-26 en 1933 et disposait d'environ 60 véhicules de ce modèle, ST-26, au début de la Seconde Guerre mondiale. Les armées allemandes, puis britanniques et américaines en développeront durant ce conflit. Le concept se généralise ensuite après celui-ci.

## Description
Le pontonnier est généralement un véhicule à chenilles converti à partir d'un châssis de char pour transporter un pont métallique pliant au lieu d'armes. Le travail de l'AVLB est de permettre aux unités blindées ou d'infanterie de traverser des cratères, des fossés antichars, des ponts soufflés, des tranchées de chemin de fer, des canaux, des rivières et des ravins), lorsqu'une rivière trop profonde pour que les véhicules puissent la traverser est atteinte , et aucun pont n'est idéalement situé (ou suffisamment solide, une préoccupation importante lors du déplacement de tanks de 60 tonnes).